# Aminozahar

Glucozamina

Un aminozahar (denumirea corectă fiind 2-amino-2-dezoxizahar) este un compus organic derivat de la o glucidă, în care o grupă hidroxil este substituită de o grupă amino. Sunt cunoscute peste 60 de aminozaharuri, iar printre cele mai răspândite se numără N-acetil-D-glucozamină, unul dintre componentele principale ale chitinei.

## Legături externe
- Amino Sugars la Medical Subject Headings (MeSH), de la Biblioteca Națională de Medicină din Statele Unite